# 新春賞 (園田競馬場)
新春賞（しんしゅんしょう）は、兵庫県競馬組合が園田競馬場で施行する地方競馬の重賞競走である。兵庫県から優勝杯が贈呈されており、正式名称は「兵庫県知事賞典・新春賞」。

## 概要
毎年1月3日にハンデキャップ競走として行われる。年初に行われるため前年の評価には繋がらないが、毎年好メンバーが集まる。
アラブ系だけで行われていた時代は、1年に3つある古馬の2300メートルの重賞の1つだったが、1999年から距離が短縮され1800メートル、2000年からは馬場改修に伴い1870メートルとなった。出走条件は2003年まではアラブ4歳（全て現在の表記）以上、2004年はサラブレッド・アラブの4歳以上となり、2005年からはアラブ系の退厩に伴いサラブレッド系だけとなっている。
2023年現在HITスタリオンシリーズに指定されている。対象種牡馬は2020年がゼンノロブロイ、2021年がフェノーメノ、2022年がビッグアーサー、2023年がスマートファルコン、2024年がジャンダルム。

## 歴代優勝馬（2001年以降）
| 回数   | 施行年 | 優勝馬             | 性齢 | 斤量 | 所属 | 馬場 | タイム | 優勝騎手 | 管理調教師 | 馬主               | 1着賞金  |
| ------ | ------ | ------------------ | ---- | ---- | ---- | ---- | ------ | -------- | ---------- | ------------------ | -------- |
| 第43回 | 2001年 | サンバコール       | 牡6  | 55.0 | 西脇 | 良   | 2:04.3 | 尾林幸二 | 西村守幸   | 藤井芳子           | 700万円  |
| 第44回 | 2002年 | ハッコーディオス   | 牡5  | 61.0 | 園田 | 良   | 2:04.8 | 岩田康誠 | 清水正人   | 八田澄治           | 600万円  |
| 第45回 | 2003年 | ミスターサックス   | 牡4  | 55.5 | 西脇 | 重   | 2:01.3 | 小牧太   | 佐々木勝彦 | （有）トシノ       | 500万円  |
| 第46回 | 2004年 | ホクザンフィールド | 牡4  | 59.0 | 園田 | 良   | 2:01.0 | 小牧太   | 橋本忠男   | 木本弘孝           | 550万円  |
| 第47回 | 2005年 | タイキアヴェニュー | 牝5  | 53.0 | 西脇 | 良   | 2:00.8 | 寺倉純慈 | 大石省三   | 下崎仙次           | 500万円  |
| 第48回 | 2006年 | ロードバクシン     | 牡8  | 57.0 | 園田 | 良   | 2:02.5 | 岩田康誠 | 曾和直榮   | 中村和夫           | 400万円  |
| 第49回 | 2007年 | タガノインディー   | 牡8  | 57.0 | 園田 | 良   | 2:02.6 | 木村健   | 松尾一幸   | 八木良司           | 400万円  |
| 第50回 | 2008年 | バンブージーコ     | 牡6  | 55.0 | 園田 | 良   | 2:02.5 | 中越豊光 | 渡邊幸生   | （有）バンブー牧場 | 400万円  |
| 第51回 | 2009年 | バンバンバンク     | 牡4  | 54.5 | 園田 | 良   | 2:01.2 | 木村健   | 田中範雄   | 上岡和男           | 400万円  |
| 第52回 | 2010年 | キーポケット       | 牝6  | 54.0 | 西脇 | 良   | 2:03.2 | 吉村智洋 | 吉行龍穂   | 北前孔一郎         | 400万円  |
| 第53回 | 2011年 | キヨミラクル       | 牡5  | 56.0 | 園田 | 良   | 2:01.8 | 川原正一 | 森澤憲一郎 | 森澤清子           | 400万円  |
| 第54回 | 2012年 | クールフォーマ     | セ7  | 53.5 | 園田 | 良   | 2:00.9 | 三野孝徳 | 黒田隆男   | 川上哲司           | 400万円  |
| 第55回 | 2013年 | ニシノイーグル     | 牡5  | 58.0 | 園田 | 稍重 | 2:03.4 | 川原正一 | 橋本和男   | 西野昇             | 400万円  |
| 第56回 | 2014年 | ニシノイーグル     | 牡6  | 57.5 | 園田 | 良   | 2:02.7 | 川原正一 | 橋本和男   | 西野昇             | 350万円  |
| 第57回 | 2015年 | エーシンスパイシー | 牝5  | 54   | 西脇 | 稍重 | 2:01.9 | 松浦聡志 | 橋本忠明   | 平井克彦           | 350万円  |
| 第58回 | 2016年 | アクロマティック   | 騸6  | 54   | 園田 | 稍重 | 2:02.8 | 下原理   | 新子雅司   | 野田善己           | 350万円  |
| 第59回 | 2017年 | エイシンニシパ     | 牡4  | 55   | 園田 | 良   | 2:01.9 | 吉村智洋 | 橋本忠男   | 平井宏承           | 500万円  |
| 第60回 | 2018年 | マイタイザン       | 牡5  | 56.5 | 園田 | 稍重 | 2:03.6 | 杉浦健太 | 新井隆太   | 平野正行           | 500万円  |
| 第61回 | 2019年 | エイシンニシパ     | 牡6  | 57   | 西脇 | 稍重 | 2:03.0 | 吉村智洋 | 橋本忠明   | 平井宏承           | 600万円  |
| 第62回 | 2020年 | エイシンニシパ     | 牡7  | 58   | 西脇 | 重   | 1:58.0 | 吉村智洋 | 橋本忠明   | 平井宏承           | 800万円  |
| 第63回 | 2021年 | エイシンニシパ     | 牡8  | 57.5 | 西脇 | 良   | 2:04.1 | 吉村智洋 | 橋本忠明   | 平井宏承           | 1500万円 |
| 第64回 | 2022年 | エイシンニシパ     | 牡9  | 57.5 | 西脇 | 良   | 2:04.9 | 吉村智洋 | 橋本忠明   | 平井宏承           | 1500万円 |
| 第65回 | 2023年 | アキュートガール   | 牝4  | 52   | 園田 | 良   | 2:02.6 | 笹田知宏 | 新子雅司   | 山口敦広           | 1500万円 |
| 第66回 | 2024年 | アラジンバローズ   | 騸7  | 58   | 園田 | 良   | 2:03.4 | 下原理   | 新子雅司   | 猪熊広次           | 1500万円 |
| 第67回 | 2025年 | インベルシオン     | 牡6  | 56   | 西脇 | 良   | 2:03.4 | 廣瀬航   | 松浦聡志   | 前田幸貴           | 1500万円 |

### 各回競走結果の出典
- 新春賞　歴代優勝馬 - 地方競馬全国協会
- JBISサーチ 
  - 2001年，2002年，2003年，2004年，2005年，2006年，2007年，2008年，2009年，2010年，2011年，2012年，2013年，2014年，2015年，2016年，2017年，2018年，2019年，2020年，2021年，2022年，2023年，2024年